# 四谷通
四谷通（よつやとおり）は、愛知県名古屋市千種区の地名。現行行政地名は四谷通1丁目から四谷通3丁目。住居表示未実施地域。

## 地理
名古屋市千種区南部に位置する。東は朝岡町・園山町・仁座町、西は見附町・池園町・鏡池通・不老町、南は山手通、北は東山通に接する。

## 歴史
1960年代に名古屋大学が町域の南端周辺に広がる東山キャンパスに移転し、名古屋市営地下鉄東山線本山駅から名古屋大学へ向かう大学生の通行が増加した。1980年代に若者向けの店舗やファッションビルが増加し、1990年代まで「名古屋の原宿」と呼ばれる若者の街であった。2003年に地下鉄名城線名古屋大学駅が開業してから人通りは減少している。

### 地名の由来
田代町の字四ツ谷に由来する。

### 沿革
- 1934年（昭和9年）10月1日 - 東区田代町の一部により、同区四谷通として成立[1]。
- 1937年（昭和12年）10月1日 - 行政区の変更に伴い、千種区四谷通となる[1]。
- 1945年（昭和20年）9月20日 - 千種区田代町字前田、字四ツ谷、字唐山、字首利の各一部を編入する[6][1]。
- 1958年（昭和33年） - 聖マリア幼稚園設置[5]。
- 1967年（昭和42年） - 名古屋大学内郵便局設置[5]。

## 世帯数と人口
2019年（平成31年）1月1日現在の世帯数と人口は以下の通りである。
| 町丁   | 世帯数  | 人口  |
| ------ | ------- | ----- |
| 四谷通 | 224世帯 | 482人 |

### 人口の変遷
国勢調査による人口の推移
| 1950年（昭和25年） | 181人 | [ 7 ]     |  |
| 1955年（昭和30年） | 271人 | [ 7 ]     |  |
| 1960年（昭和35年） | 410人 | [ 8 ]     |  |
| 1965年（昭和40年） | 553人 | [ 8 ]     |  |
| 1970年（昭和45年） | 511人 | [ 9 ]     |  |
| 1975年（昭和50年） | 571人 | [ 9 ]     |  |
| 1980年（昭和55年） | 479人 | [ 10 ]    |  |
| 1985年（昭和60年） | 381人 | [ 10 ]    |  |
| 1990年（平成2年）  | 283人 | [ 11 ]    |  |
| 1995年（平成7年）  | 281人 | [ 12 ]    |  |
| 2000年（平成12年） | 279人 | [ WEB 6 ] |  |
| 2005年（平成17年） | 498人 | [ WEB 7 ] |  |
| 2010年（平成22年） | 504人 | [ WEB 8 ] |  |

## 学区
市立小・中学校に通う場合、学校等は以下の通りとなる。また、公立高等学校に通う場合の学区は以下の通りとなる。なお、小・中学校は学校選択制度を導入しておらず、番毎で各学校に指定されている。
| 丁目        | 小学校                                    | 中学校                                    | 高等学校 |
| ----------- | ----------------------------------------- | ----------------------------------------- | -------- |
| 四谷通1丁目 | 名古屋市立東山小学校 名古屋市立見付小学校 | 名古屋市立東星中学校 名古屋市立城山中学校 | 尾張学区 |
| 四谷通2丁目 | 名古屋市立東山小学校 名古屋市立見付小学校 | 名古屋市立東星中学校 名古屋市立城山中学校 | 尾張学区 |
| 四谷通3丁目 | 名古屋市立見付小学校                      | 名古屋市立城山中学校                      | 尾張学区 |

## 施設
- 曹洞宗桃厳寺[2]
- 聖マリア幼稚園[2]
- 名古屋大学内郵便局[2]

- 桃厳寺

## 交通
- 名古屋市営地下鉄名城線名古屋大学駅
- 名古屋市営バス四ツ谷通二丁目・四ツ谷通三丁目停留所 - 町名とは異なる表記がされている。朝日新聞の取材によると、1968年9月発行の路線図までは「四谷通二丁目」「四谷通三丁目」の表記であったものが、翌年6月発行のものでは「四ツ谷通二丁目」「四ツ谷通三丁目」の表記になっているという[新聞 2]。名古屋市交通局は理由は不明であるとしている[新聞 2]。
- 名古屋市道四谷通線（山手グリーンロード）：四谷通3丁目交差点以北
- 名古屋市道八事線（山手グリーンロード）：四谷通3丁目交差点以南

## その他

### 日本郵便
- 郵便番号 : 464-0819[WEB 3]（集配局：千種郵便局[WEB 11]）。

### WEB
1. 1 2  “愛知県名古屋市千種区の町丁・字一覧”.   人口統計ラボ. 2019年2月9日閲覧。
2. 1 2  “町・丁目(大字)別、年齢(10歳階級)別公簿人口(全市・区別)”.   名古屋市 (2019年1月23日). 2019年1月23日閲覧。
3. 1 2  “郵便番号”.  日本郵便. 2019年1月6日閲覧。
4. ↑  “市外局番の一覧”.   総務省. 2019年1月6日閲覧。
5. ↑  名古屋市役所市民経済局地域振興部住民課町名表示係 (2015年10月21日). “千種区の町名一覧”.   名古屋市. 2016年1月29日閲覧。
6. ↑  名古屋市役所総務局企画部統計課統計係 (2005年7月1日). “（刊行物）名古屋の町(大字)・丁目別人口 (平成12年国勢調査) (8)千種区(第1表から第3表)” (xls). 2015年10月15日閲覧。
7. ↑  名古屋市役所総務局企画部統計課統計係 (2007年6月27日). “（刊行物）名古屋の町(大字)・丁目別人口 (平成17年国勢調査) (8)千種区(第1表から第3表）” (xls). 2015年10月15日閲覧。
8. ↑  名古屋市役所総務局企画部統計課統計係 (2012年4月22日). “（刊行物）名古屋の町(大字)・丁目別人口 (平成22年国勢調査) (8)千種区(第1表から第3表）” (xls). 2015年10月15日閲覧。
9. ↑  “市立小・中学校の通学区域一覧”.   名古屋市 (2018年11月10日). 2019年1月14日閲覧。
10. ↑  “平成29年度以降の愛知県公立高等学校（全日制課程）入学者選抜における通学区域並びに群及びグループ分け案について”.   愛知県教育委員会 (2015年2月16日). 2019年1月14日閲覧。
11. ↑  郵便番号簿 平成29年度版 - 日本郵便. 2019年01月06日閲覧 (PDF)

### 新聞
1. 1 2  竹井周平「ぐるり東海 名大生、本山使ってる？」『朝日新聞 朝刊 名古屋共通』朝日新聞社、2019年2月19日、14面。
2. 1 2  竹井周平「ぐるり東海 名古屋四谷通通信 バス停名の「ツ」謎のまま」『朝日新聞 朝刊 愛知』朝日新聞社、2019年2月23日、28面。

### 書籍
1. 1 2 3 4  名古屋市計画局 1992, p. 734.
2. 1 2 3 4 5  「角川日本地名大辞典」編纂委員会 1989, p. 1471.

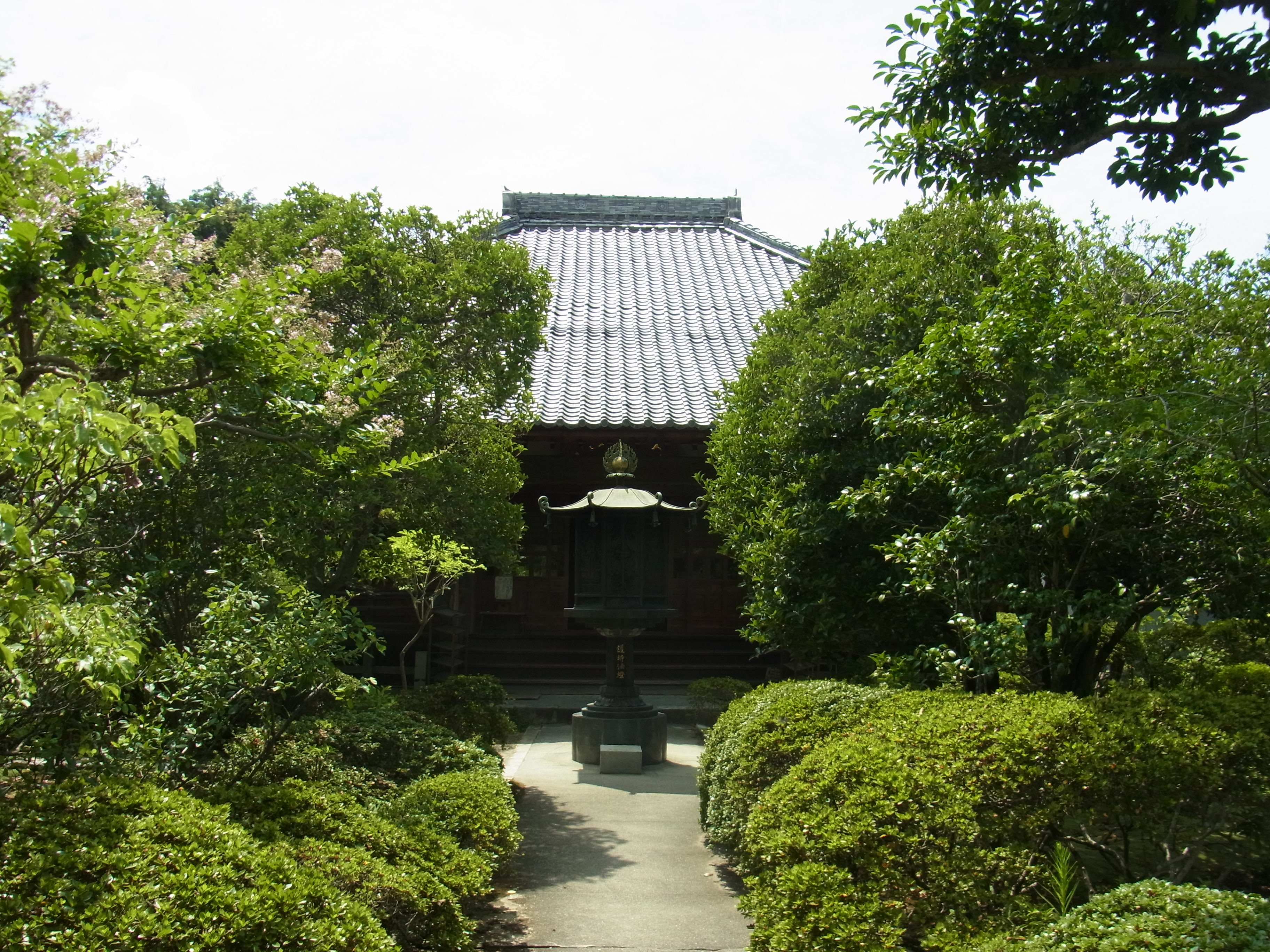
桃厳寺

3. 1 2  千種区制施行50周年記念事業実行委員会 1987, p. 380.
4. ↑  千種区制施行50周年記念事業実行委員会 1987, p. 23.
5. 1 2 3  「角川日本地名大辞典」編纂委員会 1989, p. 1403.
6. ↑  千種区制施行50周年記念事業実行委員会 1987, pp. 140–141.
7. 1 2  名古屋市総務局企画室統計課 1957, p. 72.
8. 1 2  名古屋市総務局企画部統計課 1967, p. 67.
9. 1 2  名古屋市総務局統計課 1977, p. 41.
10. 1 2  名古屋市総務局統計課 1986, p. 16・17.
11. ↑  名古屋市総務局企画部統計課 1991, p. 8.
12. ↑  名古屋市総務局企画部統計課 1996, p. 8.

### 統計資料
- 名古屋市総務局企画室統計課 編『昭和31年版 名古屋市統計年鑑』名古屋市、1957年。
- 名古屋市総務局企画部統計課 編『昭和41年版 名古屋市統計年鑑』名古屋市、1967年。
- 名古屋市総務局統計課 編『昭和51年版 名古屋市統計年鑑』名古屋市、1977年。
- 名古屋市総務局統計課 編『昭和60年国勢調査 名古屋の町・丁目別人口（昭和60年10月1日現在）』名古屋市役所、1986年。
- 名古屋市総務局企画部統計課 編『平成2年国勢調査 名古屋の町（大字）別・年齢別人口（平成2年10月1日現在）』名古屋市役所、1994年。
- 名古屋市総務局企画部統計課 編『平成7年国勢調査 名古屋の町（大字）・丁目別人口（平成7年10月1日現在）』名古屋市役所、1996年。